# Porta Santo Spirito
La Porta Santo Spirito est une des portes du Mur léonin à Rome. Elle est située derrière l'hôpital du même nom, sur la via dei Penitenzieri, presque à l'intersection avec la piazza della Rovere.
Elle est l'une des plus anciennes portes du mur d'enceinte du Vatican, étant contemporaine à la construction des murs par le pape Léon IV, autour de 850.
Bien qu'elle soit le seul lien direct entre la basilique Saint-Pierre et la zone du Trastevere (par le biais de la porta Settimiana), elle a été ouverte à l'origine comme passage secondaire. 

## Histoire

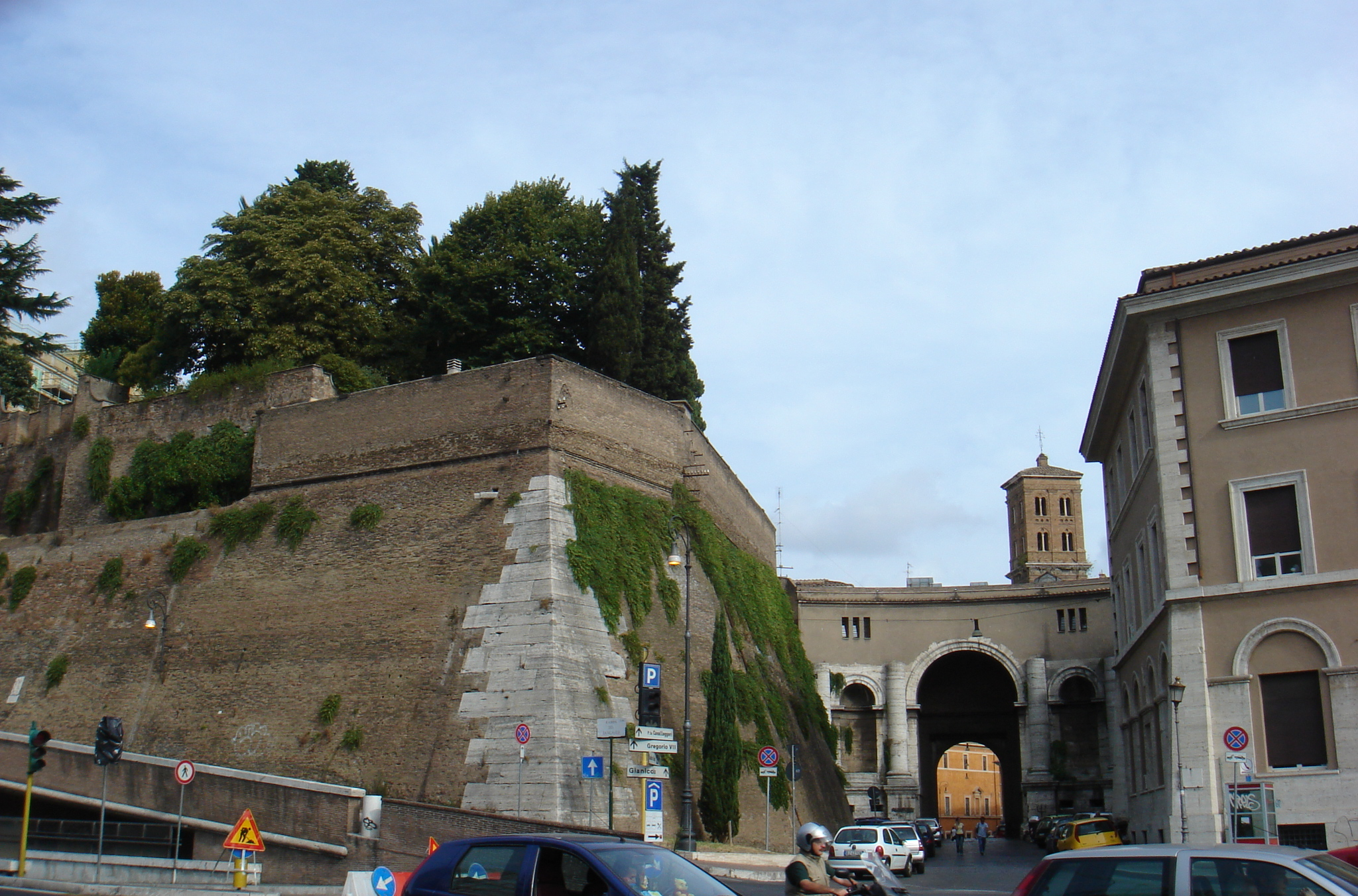
Le bastion de Sangallo et, au fond, la Porta Santo Spirito.

Son nom était à l'origine « posterula Saxonum » (poterne des Saxons). À partir de 727, en fait, le roi ou la reine du Wessex, en Angleterre, ont fondé à Rome une « schola Saxonum » (École saxonne, pour donner une instruction au clergé et aux nobles anglais), avec église et cimetière. La présence saxonne dans ce secteur est attestée à la fin du XIIe siècle, quand le roi Jean sans Terre donna le complexe de la schola pour l'édification de l'église Santa Maria in Saxia (devenue ensuite Santo Spirito in Sassia) et de l'hôpital encore existant, ou depuis 794 avait été initiée la fondation. Pour l'occasion le pape Innocent III a voulu renommer la vieille porte, qui est alors devenue la porta Santo Spirito. 
La structure a subi, bien sûr, différentes restaurations et agrandissements. Au début du XVIe siècle, le pape Alexandre VI a retouché de manière significative cette porte et le mur d'enceinte, et enfin, quarante ans plus tard, le pape Paul III, y a apporté des retouches, à l'aide de conseils et du travail d'ingénieurs tels que Michel-Ange et Antonio da Sangallo le Jeune. Le retour des craintes d'attaques des pirates sarrasins, ainsi que les nouvelles techniques comme l'utilisation massive de l'artillerie, a conduit Paul III à moderniser ses murs qui avaient de sérieuses lacunes défensives.
Le désaccord entre les deux artistes est bien connu; à cet égard, il semble que le travail sur la porte ait été exécuté sur un beau projet de Sangallo, et que Michel-Ange (chargé ensuite de terminer le travail après la mort de collègue) ait fait en sorte (ne pouvant pas être en mesure de démolir) de ruiner le travail de son rival. 
Actuellement la porte présente en effet un aspect incomplet (surtout la partie supérieure), avec les emplacements des niches et les parties non achevées du projet de Sangallo. D'autre part, l'ouvrage étant situé à peu de distance d'autres ouvertures, comme la proche porte Settimiana, il n'a jamais été envisagé de compléter ou d'achever cette porte.

## Note
1. ↑  Ainsi, Vasari, dans ses Vies des plus excellents peintres, sculpteurs et architectes, définit Sangallo le projet de la porte de l'Ésprit Saint: « ...elle a été faite avec l'ordre, et la conception de Antonio da Sangallo, avec l'ornement rustique travertin, dans un très ferme, et très rare, avec une telle magnificence, qu'elle puise les choses d'autrefois. »